# 寶石方塊
《寶石方塊》是一款宝石消除类競賽遊戲，於2000年由宝开游戏開發。至2010年，總共發售超過2千5百萬套軟件，總下載數超過1億5千萬次，這款遊戲可於多種平台上運作，包括Microsoft Windows、Palm OS、Windows Mobile、Smartphone、Palm、iPod、PS2、Xbox 360及facebook等  。遊戲玩法是通過移動方塊，令3个相同的方塊連在一起，相同的方塊則會消失，並會得到分數，連結的方塊越多，分數越高。后续作品包括Bejeweled 2，Bejeweled Twist，Bejeweled Blitz，Bejeweled 3等。

## 历史
2000年，宝开游戏制作了名为Diamond Mine的Shockwave游戏，并得到微软提供的支持，随后由于Diamond Mine与另一款游戏Diamond Mines名称过于接近，在微软的建议下游戏更名为Bejeweled并沿用至今。
然而Flash游戏并不能得到太多的资金支持，于是制作团队决定将《宝石迷阵》移植至PC上并添加更多元素然后销售，同时也提供在线试玩，移植版发售于2001年5月30日。“先玩后买”为他们带来了相当多的消费者，也得到了业界的肯定。2002年，《宝石迷阵》成功入选《电脑游戏世界》所评选的世界电脑游戏名人堂，成为继《俄罗斯方块》之后第二款入选的益智游戏。
《宝石迷阵》大获成功之后，模仿者纷纷涌现，从而形成了一种新的游戏类型：Match 3（三三配对型），并衍生出许多优秀作品。
2020年，《寶石方塊》被列入「世界遊戲名人堂」。

## 后续作品
2004年11月5日，《宝石迷阵2》（Bejeweled 2）发布，游戏模式增加到9个（基本模式4个+隐藏模式4个+特殊模式1个，iOS/Android版只有四个基本模式），画面与音效得到大幅度改进。
2008年10月27日，《宝石迷阵：旋风》（Bejeweled Twist）发布，改变了游戏原有的交换宝石的玩法，而变成了2×2范围内4枚宝石的旋转式玩法，模式变为4个。
2010年4月5日：《宝石迷阵：闪电风暴》（Bejeweled Blitz）发布，本作在移植前的2008年便在Facebook上大受欢迎，被雅虎评为2009年度最佳Facebook游戏。本作与其他几作不同之处在于只有一个模式：在限制的60秒时间内尽力获得更高的分数。本作使用了之后发布的《宝石迷阵3》的引擎，表现出与《宝石迷阵2》所不同的视觉效果。
2010年12月7日：《宝石迷阵3》【Bejeweled 3，在iOS和Android上称为《宝石迷阵：经典》（Bejeweled Classic）】发布，加入了全新的创意和更加华丽的视听效果。模式数量为8个（iOS/Android版本为7个）。
2011年12月13日，《宝石迷阵》作为一个HTML5网页游戏，在Chrome Web Store上发布。
2012年5月15日，《宝石迷阵：传奇》在日本社交网站GREE上正式发布，平台限定为Android与iOS，并仅供GREE用户使用。
2016年5月10日，《宝石迷阵：星星》（Bejeweled Stars）在iOS与Android平台上发布。本作不同于以往的作品的是，本作采用关卡制，每一个关卡有各自的目标，达成目标后解锁下一关卡。
2017年8月10日，《宝石迷阵：闪电风暴》（Bejeweled Blitz）在Facebook和iOS上迎来其最大的一次更新，除了改用全新的界面和音乐外，还加入了与《宝石迷阵：星星》类似的道具系统。
注意：《宝石迷阵：旋风》与《宝石迷阵：闪电风暴》在问世之初曾在中国大陆被广泛误传为《宝石迷阵3》与《宝石迷阵4》，直到2010年12月真正的《宝石迷阵3》发布时这一错误才被发现。

## 更大范围的影响

### 多平台移植
自从《宝石迷阵》在PC上获得成功之后，Popcap便开始向各主流平台推广自己的游戏，除Microsoft Windows、Mac OS、Palm OS、Windows Mobile、Smartphone、Palm、PS2、Xbox 360、facebook外，《宝石迷阵》系列还登陆了任天堂DS系列、Wii、PSP、iOS以及Android，此外它还是首款在iTunes Store中可供iPod下载的游戏。

### 其他游戏中的《宝石迷阵》
2008年，Popcap推出了《宝石迷阵》的《魔兽世界》插件，而在2011年，《星际争霸2》也由官方推出了一张名为《星海宝石》的地图，基本玩法与《宝石迷阵》相同。
此外，在2009年11月18日，Popcap与史克威尔艾尼克斯共同发布了适用于Microsoft Windows与Xbox Live Arcade平台的《魔林谜踪》（Gyromancer），一款以《宝石迷阵：旋风》玩法为基本规则的RPG。
《植物大战僵尸》中有名为宝石迷阵和宝石迷阵转转看的小游戏。

### Gweled
Gweled是一个GNOME版本的PalmOS/Windows/Java上流行游戏Bejeweled或者Diamond Mine的克隆。游戏中，使用鼠标点击交换紧挨着的两个宝石位置使得3个或更多同色宝石连成一排（水平或垂直）进行消除，不能移动时游戏结束。图像使用作者原创的SVG宝石和音乐。游戏最终版本为0.7。

### Gem Battle
Gem Battle是在Facebook上發表的融入對戰元素的寶石方塊益智遊戲，是以三三配對的Match 3玩法來進行爆破消除的遊戲。有別與傳統的遊戲模式只能自己挑戰高分，《Gem Battle》加入了對戰系統讓玩家可以透過爽快的攻擊對手來取得勝利。

## 外部連結
- 宝开遊戲* （页面存档备份，存于）
- TuxCap （页面存档备份，存于）
- Tweeler （页面存档备份，存于）
- 宝开遊戲中文官网
- 官方站 （页面存档备份，存于）